# Chin (Alberta)
Chin est un hameau (hamlet) du Comté de Lethbridge, situé dans la province canadienne d'Alberta.

## Démographie
En tant que localité désignée dans le recensement de 2011, Chin a une population de 48 habitants dans 19 de ses 21 logements, soit une variation de 6.7% avec la population de 2006. Avec une superficie de 0,090 7 km2, le hameau possède une densité de population de 529,217 2 hab/km2 en 2011.
Concernant le recensement de 2006, Chin abritait 45 habitants dans 15 de ses 15 logements. Avec une superficie de 0,090 7 km2, le hameau possédait une densité de population de 496,1 hab/km2 en 2006.